# Bastogne (film 1949)
Bastogne (Battleground) è un film di guerra statunitense prodotto nel 1949.
Agli Oscar del 1950 ha vinto il premio come migliore sceneggiatura originale (Robert Pirosh) e miglior fotografia in B/N (Paul C. Vogel). Era candidato anche come miglior film, miglior regia (William A. Wellman), miglior attore non protagonista (James Whitmore) e miglior montaggio (John Dunning)

## Produzione
Questo film è ricordato soprattutto per essere stato il primo film prodotto dopo la seconda guerra mondiale che rappresentava i soldati americani come individui vulnerabili ed umani. Benché coraggiosi, sono preda di dubbi, incertezze, risentono della guerra, delle pessime condizioni in cui sono costretti a combattere e desiderano tornare a casa il più presto possibile, anche ricorrendo a mezzi non ortodossi. Narra la storia di gruppo di uomini (nello specifico 2ª Squadra del 3º plotone della Compagnia I) della 101ª Divisione Aviotrasportata durante l'offensiva delle Ardenne a Bastogne in Belgio, nel dicembre del 1944.
Il film è basato sull'esperienza di guerra dello sceneggiatore Robert Pirosh che aveva servito come paracadutista nella 101ª durante la battaglia di Bastogne. Molte delle scene, quali quelle del soldato che perde continuamente la dentiera ed il messicano che non ha mai visto la neve, sono suoi ricordi di guerra. L'attore Douglas Fowley, che interpreta il soldato Kippton, perse effettivamente i denti durante la seconda guerra mondiale sul fronte del Pacifico. Nonostante la vincita dell'oscar per la miglior fotografia in bianco e nero, ogni qualvolta il film viene trasmesso sulle reti televisive nazionali è nella versione ricolorata dalla Turner.

## Trama
Durante la controffensiva tedesca delle Ardenne, nel dicembre 1944, la 101ª divisione aerotrasportata americana si ritrova bloccata nella sacca di Bastogne, priva di rifornimenti. Il blocco della divisione porta alla luce tutti i problemi psicologici dei soldati.

## Doppiaggio
- La famosa risposta del generale Anthony McAuliffe, comandante delle truppe americane accerchiate a Bastogne, al comandante tedesco che intimava la resa, fu "Nuts" in modo dispregiativo (in gergo americano suona come "andate al Diavolo"), che nel doppiaggio italiano fu trasformato in "corna".

## Riconoscimenti
- 1950 - Premio Oscar
  - Migliore fotografia a Paul Vogel
  - Migliore sceneggiatura originale a Robert Pirosh
  - Candidatura Miglior film alla MGM
  - Candidatura Migliore regia a William A. Wellman
  - Candidatura Miglior attore non protagonista a James Whitmore
  - Candidatura Miglior montaggio a John D. Dunning
- 1950 - Golden Globe
  - Miglior attore non protagonista a James Whitmore
  - Migliore sceneggiatura a Robert Pirosh